# Peter Baldwin (professore)
Peter Baldwin (22 dicembre 1956) è un docente e filantropo statunitense.
Insegna storia alla University of California, Los Angeles. Ha studiato ad Harvard e Yale. Ha scritto numerosi libri sull'Europa.

## Carriera
Nel 2009 ha pubblicato uno studio della Oxford University sullo stato delle relazioni transatlantiche tra Stati Uniti ed Europa, intitolato The Narcissism of Minor Differences: How America and Europe are Alike.
Nel 2014 ha pubblicato The Copyright Wars: Three Centuries of Trans-Atlantic Battle.

## Filantropia

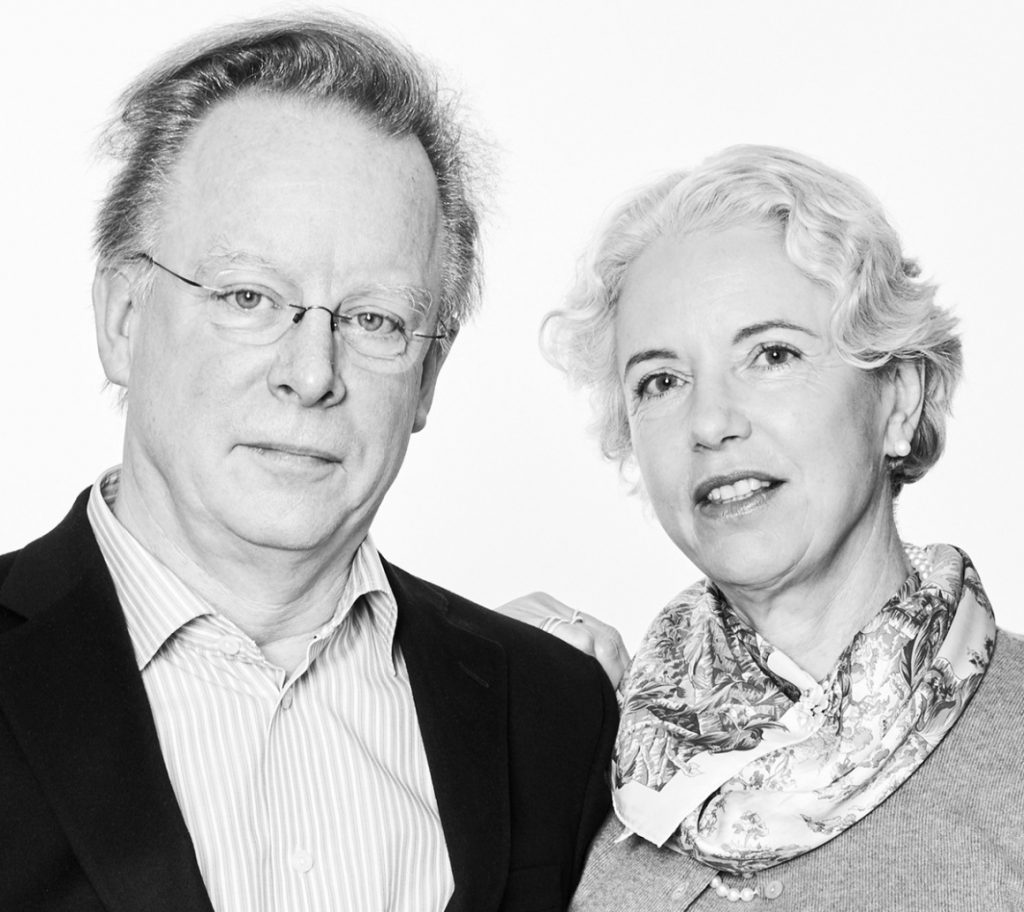
Baldwin con la moglie Lisbet Rausing

Baldwin nel 2001 ha fondato il Fondo Arcadia  con la moglie Lisbet Rausing. Al marzo 2020, il Fondo aveva garantito sovvenzioni per più di 678 milioni di dollari a livello globale, a istituzioni caritatevoli e scolastiche che preservano il patrimonio culturale e ambientale e promuovono il libero accesso ad esso. 
Arcadia promuove progetti che includono il programma Endangered Languages Documentation all'Accademia della scienze di Berlino, e Endangered Archives alla British Library a favore delle lingue in pericolo  e il Fondo Fauna & Flora International's a favore dell'ambiente. Baldwin e Rausing figurano tra i più grandi benefattori della  Wikimedia Foundation  e nel 2017 hanno donato cinque milioni di dollari a Wikimedia .
Rausing e Baldwin hanno fondato Lund Trust, che a partire dal 2002 ha finanziato opere di carità per più di 66.6 milioni di dollari nel Regno Unito e a livello internazionale.
Nel 2018 figurava fra i finanziatori del partito italiano +Europa, guidato da Emma Bonino.

## Pubblicazioni
- The Politics of Social Solidarity: Class Bases of the European Welfare State, 1875-1975 (Cambridge University Press, 1990)
- Reworking the Past: Hitler, the Holocaust and the Historians' Debate, edited with an introduction (Beacon Press, 1990)
- Contagion and the State in Europe, 1830-1930 (Cambridge University Press, 1999)
- Disease and Democracy: The Industrialized World Faces AIDS (University of California Press, Berkeley, and the Milbank Memorial Fund, New York, 2005)
- The Narcissism of Minor Differences: How America and Europe Are Alike (Oxford University Press, 2009)
- The Copyright Wars: Three Centuries of Trans-Atlantic Battle (Princeton University Press, 2014)
- Fighting the First Wave: Why the Coronavirus was Tackled so Differently across the Globe (Cambridge University Press, 2021)
- Command and Persuade: Crime, Law, and the State across History (MIT Press 2023)
- Athena Unbound: Why and How Scholarly Knowledge Should Be Free for All (The MIT Press, 2023)